# بوبي سميث (لاعب كرة قدم أمريكي)
بوبي سميث (بالإنجليزية: Bobby Smith) (5 يوليو 1938 في الولايات المتحدة - ) هو لاعب كرة قدم أمريكية ولاعب كرة قدم أمريكي في مركز مُؤمن ‏. لعب مع لوس أنجيليس رامز وديترويت ليونز.

## وصلات خارجية
- بوبي سميث على موقع مرجع كرة القدم المحترفة.كوم (الإنجليزية)